# Jenny Clève
Pour les articles homonymes, voir Jenny et Clève.
Jenny Clève est une actrice de cinéma française née le 3 avril 1930 à Roubaix et morte le 17 février 2023 à Tourcoing.

## Biographie

### Jeunesse et études
Jenny Clève naît le 3 avril 1930 à Roubaix (Nord) d'André Clève et de Marie Debode. Elle quitte Roubaix pendant la Seconde Guerre mondiale, pour rejoindre les cousins de son père, propriétaires d'un grand domaine à Vernou-sur-Brenne en Touraine.
En 1948, elle regagne sa ville natale et entame des études de théâtre au conservatoire de Roubaix dont elle sort avec un prix d’honneur.

### Carrière
Elle est repérée par Jacques Rosner, directeur du Centre dramatique du Nord à Tourcoing, où elle fait ses débuts en 1962 dans Hamlet de William Shakespeare, mis en scène par Gérard Vergez .
Il lui fait faire ses débuts sur scène en 1973 dans Le Cochon noir de Roger Planchon au festival d'Avignon. Elle rencontre l'année suivante Patrice Chéreau qui l'engage pour son film La Chair de l'orchidée, aux côtés de Charlotte Rampling et Simone Signoret, puis pour sa production de Lear d'Edward Bond au TNP Villeurbanne et au Théâtre national de l'Odéon
Malgré une prestation remarquée dans L'Été meurtrier de Jean Becker en 1983, elle continue à se voir confier des petits rôles. Jean Becker la rappelle ainsi pour Élisa (1995), Les Enfants du marais  (1999) et Un crime au Paradis (2001).
De 1993 à 2008, elle anime sur France 3 l'émission Goûtez-moi ça, auprès du chef Pierrot de Lille.
Jenny Clève meurt le 17 février 2023 à Tourcoing. Ses cendres sont déposées au cimetière Pont-de-Neuville dans la même ville.

### Vie privée et engagements personnels
Jenny Clève épouse le 3 avril 1951 à Roubaix l'acteur Claude Talpaert (1924-2016), rencontré au Conservatoire. Le couple a quatre enfants, Nadine (née en 1952), Éric (né en 1955), Corinne (née en 1957) et Franck (né en 1963). Leur petite-fille, Charlotte Talpaert (née en 1983) est également comédienne.
Elle est présidente du comité de soutien à Jean-Pierre Balduyck, tête de liste PS à l'élection municipale de Tourcoing en 1989 et conseillère municipale déléguée à l'action culturelle à la ville de Tourcoing de 1989 à 2001.
À partir de 2009, elle est marraine, avec Karim Chakim, de l'association des donneurs de sang de la ville de Wasquehal. Le 18 mai 2019, elle est également nommée marraine du géant de la ville de Sailly-lez-Lannoy, Jean Gab'Lou.

## Théâtre
- 1962 : Hamlet de William Shakespeare, mis en scène Gérard Vergez, Centre dramatique du Nord / Théâtre municipal Raymond-Devos (Tourcoing) : la Reine
- 1968 : Alcmène ou Madame Amphitryon 68 de Léopold Simons, mis en scène Cyril Robichez, Petit Théâtre du Pont-Neuf (Lille) : la femme
- 1968 : Farce de Cyril Robichez, mis en scène Jacques Mussier, Théâtre populaire des Flandres (Lille) : la comédienne / Guillemette
- 1971 : La Maison frontière de Slawomir Mrozek, mis en scène Cyril Robichez, Petit Théâtre du Pont-Neuf
- 1973 : Le Cochon noir de Roger Planchon, mise en scène Jacques Rosner, théâtre Ouvert festival d'Avignon
- 1973 : La Colonie de Marivaux, mise en scène Jacques Rosner, Grand Théâtre de Calais (Calais) : Mme Sorbin
- 1975 : Lear d'Edward Bond, mise en scène Patrice Chéreau, TNP Villeurbanne, Théâtre national de Belgique, Théâtre national de l'Odéon
- 1976 : Marianne attend le mariage de Jean-Paul Wenzel, mise en scène de l'auteur, théâtre de la Commune d'Aubervilliers, théâtre Sorano (Toulouse), Théâtre national de Strasbourg : la Mère
- 1977 : Sterntaler de Joël Dragutin, mise en scène de l'auteur, salle Roger-Salengro (Lille)
- 1984 : Usinage ou Amours de familles de Daniel Lemahieu, mise en scène Claude Yersin, Comédie de Caen / théâtre des Cordes (Caen)
- 1986 : Dans la lumière parfaite de Catherine Désormière, mise en scène Jean-François Philippe, Maison de la culture du Havre : Laura
- 1988 : Toinou de Catherine Désormière, mise en scène Jean-François Philippe
- 1989 : Si je meurs, laissez le balcon ouvert de Federico García Lorca, mise en scène Jean-François Philippe
- 1995 : Le Retour au désert de Bernard-Marie Koltès, mise en scène Jacques Nichet, théâtre des Treize Vents à l'Opéra Comédie (Montpellier) : Mme Queuleu
- 1995 : Dernière Visite avant travaux, mise en scène Jacques Nichet
- 1996 : Les Trompettes de la mort de Tilly, mise en scène de l'auteur, Théâtre national de la Colline, Nouveau théâtre d'Angers, TNP VIlleurbanne : apparition vidéo
- 1999 : Trois Valses d'Oscar Straus, mise en scène Jacques Duparc
- 2001 : Princesse Czardas, opérette d'Emmerich Kálmán
- 2002 : Ivanov d'Anton Tchekhov, mise en scène Jacques Rosner, théâtre 14 Jean-Marie-Serreau
- 2005 : Les Pas perdus de Denise Bonal, mise en scène Gilles Guillot, théâtre du Rond-Point

## Filmographie

### Cinéma
- 1975 : La Chair de l'orchidée de Patrice Chéreau : la femme de chambre
- 1975 : F… comme Fairbanks de Maurice Dugowson : la grand-mère
- 1975 : Les Ambassadeurs de Naceur Ktari : Simone
- 1975 : Docteur Françoise Gailland de Jean-Louis Bertuccelli : Denise Fourcade
- 1975 : Calmos de Bertrand Blier : la gardienne
- 1975 : Monsieur Klein de Joseph Losey
- 1976 : L'Ombre des châteaux de Daniel Duval : une foraine
- 1977 : La Nuit de Saint-Germain-des-Prés de Bob Swaim : Mireille
- 1977 : La Tortue sur le dos de Luc Béraud : Germaine
- 1978 : Mais ou et donc Ornicar de Bertrand Van Effenterre : la mère d'Anne
- 1978 : Le Dossier 51 de Michel Deville : l'agent 747
- 1979 : Plurielles de Jean-Patrick Lebel : la dame
- 1979 : Cocktail Molotov de Diane Kurys : la mère de Frédéric
- 1979 : Anthracite d'Édouard Niermans : la mère supérieure
- 1981 : La Derelitta de Jean-Pierre Igoux
- 1982 : L'Été meurtrier de Jean Becker : Mme Montechiari
- 1982 : Hiver 60 de Thierry Michel : Nelly, la mère d'André
- 1983 : La Garce de Christine Pascal : Mme Beffroit
- 1984 : Partenaires de Claude d'Anna : la mère de Marie-Lou
- 1985 : Nom de code : Émeraude (Code Name : Emerald) de Jonathan Sanger (en) : Mme Farrel
- 1985 : Le Meilleur de la vie de Renaud Victor : la mère d'Adrien
- 1988 : La Maison assassinée de Georges Lautner : la Grenadière
- 1988 : Les Bois noirs de Jacques Deray : Anna Bourderias
- 1991 : Les Enfants du naufrageur de Jérôme Foulon : Martha
- 1991 : IP5, l'île aux pachydermes de Jean-Jacques Beineix : la sœur de Léon
- 1992 : Loin du Brésil de Tilly : Honorine
- 1992 : La Cavale des fous de Marco Pico avec Ronny Coutteure : la mère supérieure
- 1992 : Faut-il aimer Mathilde ? d'Edwin Baily : la poissonnière
- 1993 : Germinal de Claude Berri : Rose
- 1994 : Élisa de Jean Becker : la propriétaire de l'hôtel
- 1995 : XY de Jean-Paul Lilienfeld : la mère d'Eric
- 1996 : Lucie Aubrac de Claude Berri
- 1996 : XXL d'Ariel Zeitoun : Renée Bourdalou
- 1998 : Les Enfants du marais de Jean Becker : Berthe
- 2000 : Un crime au Paradis de Jean Becker : Mme Bertrand
- 2008 : Bienvenue chez les Ch'tis de Dany Boon : la vieille dame qui chante le P’tit Quinquin
- 2013 : Arrêtez-moi de Jean-Paul Lilienfeld : Mémé Gardie
- 2014 : Brèves de comptoir de Jean-Michel Ribes : la vieille dame
- 2015 : Une mère de Christine Carrière : la grand-mère

### Télévision

#### Téléfilms
- 1972 : La Femme et l'Enfant de Jean Gazleu
- 1972 : La Malle de Hambourg de Bernard Hecht
- 1973 : La Colonie de Marivaux, réalisation Bernard Claeys
- 1973 : La Nuit de Winterspelt de Jean de Nesle
- 1974 : Deux jours à Wandignies d'Alain Dhouailly
- 1974 : Les pieds sur terre de Jean Gourmain
- 1974 : Le Silence des armes de Jean Prat
- 1975 : Ring : Le Cœur au ventre de Robert de Mazoyers
- 1975 : Les Nouveaux Vampires de Claude Barma
- 1976 : Journal d'un prêtre ouvrier de Maurice Failevic
- 1976 : L'Œil de l'autre de Bernard Queysanne
- 1976 : Guillaume et Mathilde de Bernard Claeys
- 1977 : Inutile d'envoyer photos d'Alain Dhouailly
- 1977 : Victoire de Jean-Pierre Marchand
- 1977 : Entre chiens et loups de Patrick Saglio
- 1977 : Le Voyage de Selim de Régina Martial
- 1977 : Architecture et Urbanisme de Fernand Vincent
- 1978 : L'Enfant séparé de Ferand Vincent
- 1978 : Le Loup-cervier d'Alain Dhouailly
- 1978 : Nous n'irons plus aux champs de Pierre Cavassilas
- 1978 : Le Dernier Train de Jacques Krier
- 1978 : Il me faut un million de Gérard Chouchan
- 1978 : Les Yeux bleus de François Dupont-Midy
- 1978 : Le Petit Journal illustré de Philippe Masson
- 1978 : Le Régisseur de Bruno Gantillon
- 1978 : La Boîte de Maurice Failevic
- 1978 : Les Aventures d'Yvon Dikkebusch de Maurice Failevic
- 1979 : La Morte amoureuse de Peter Kassovitz
- 1979 : Vincendon de Franck Appréderis
- 1979 : Quatre petits soirs de Raoul Sangla
- 1979 : L'Épreuve d'Alain Dhouailly
- 1979 : La Canne de Jean-Pierre Gallo
- 1979 : Le Dancing de Jean-Louis Colmant
- 1980 : Le Marteau-piqueur de Claude Bitsch
- 1980 : La Messagère de François Gir
- 1980 : L'Ennemi de la mort de Roger Kahane
- 1981 : Cinéma 16 : Le professeur jouait du saxophone de Bernard Dumont : Marie
- 1981 : Bonbons en gros de François Dupont-Midy
- 1981 : L'Adelaïde de Patrick Villechaize
- 1981 : Ursule Mirouët de Marcel Cravenne
- 1981 : Rioda de Sylvain Joubert
- 1981 : La France de Joséphine de Peter Kassovitz
- 1981 : La Fugue de Philippe Laïk
- 1982 : La Steppe de Jean-Jacques Goron
- 1982 : Toile de fond de Daniel Van Cutsen
- 1983 : Tritout de Pascal Goetals
- 1983 : La Gourmande de Jean-Claude Charnay
- 1983 : Le Cœur dans les nuages de François Dupont-Midy
- 1984 : Un père anonyme de Daniel Mossman
- 1984 : Ton pays sera mon pays de Stéphane Bertin
- 1984 : Mort Carnaval de Daniel Van Cutsen
- 1985 : Il était deux fois de François Dupont-Midy
- 1985 : Des toques et des étoiles de Roger Pigaut
- 1985 : Une vie comme je veux de Jean-Jacques Goron
- 1985 : Félicien Grevèche de Michel Wyn
- 1987 : Mystères et bulles de gomme de Bernard Dumont
- 1987 : Le Clan de Claude Barma
- 1988 : Liberté, libertés de Jean-Denis de la Rochefoucauld
- 1989 : L'An neuf de Gildas Bourdet
- 1990 : Jeux de vilains de Charles Bitsch
- 1990 : De père inconnu de Pierre Joassin
- 1991 : C'est mon histoire : Présumé Coupable de Pierre Joassin
- 1992 : Catherine Courage de Jacques Ertaud
- 1992 : L'Affaire Salengro de Denys de La Patellière
- 1993 : Vogue la galère de Maurice Frydland
- 1993 : B comme Bolo de Jean-Michel Ribes
- 1993 : Crime de guerre de Sylvain Joubert
- 1994 : Un ange passe de Guy Jorré
- 1995 : Vacances à Blériot, court-métrage de Bruno Bontzolakis
- 1996 : Le Secret de Julia de Philomène Esposito
- 1996 : L'Amour en sursis de Maurice Frydland
- 1997 : Des gens si bien élevés d'Alain Nahum
- 1999 : Le Mystère Parasuram de Michel Sibra
- 2001 : La Coule de William Crepin
- 2001 : Retour à Locmaria de Williams Crépin
- 2002 : Les Rencontres de Joelle de Patrick Poubel
- 2004 : Itinéraires, court-métrage de Christophe Otzenberger : la grand-mère
- 2009 : Folie douce de Josée Dayan
- 2012 : Les Pieds dans le plat de Simon Astier : Suzanne Lagadec

#### Séries télévisées
- 1967 : Rue barrée de André Versini : une concierge
- 1968 : Les Enquêtes du commissaire Maigret de Claude Barma, épisode Le Chien jaune
- 1973 : Le Renard et Les Grenouilles de Jean Vernier : Mme Boussois
- 1974 : Les Enquêtes du commissaire Maigret, épisode Maigret et la Grande Perche de Claude Barma
- 1977 : Les Cinq Dernières Minutes, épisode Nadine de Philippe Joulia
- 1977 : Dossier danger immédiat de Claude Barma, épisode : La Victime choisie
- 1978 : Les Cinq Dernières Minutes épisode La Grande Truanderie de Claude Loursais : Ginette Flamand
- 1978 : L'inspecteur mène l'enquête, épisode Derrière le mur : Antoinette Janin
- 1979 : Les Enquêtes du commissaire Maigret, épisode Maigret et la Vieille Dame de Stéphane Bertin
- 1979 : Messieurs les jurés d'Alain Franck
- 1979 : Belle Alliance de Renaud de Dancourt
- 1980 : Les Cinq Dernières Minutes, épisode Le Retour des coulons d'Éric Le Hung
- 1981 : Les Enquêtes du commissaire Maigret, épisode Maigret et les Braves Gens de Jean-Jacques Goron
- 1981 : Paris-Saint-Lazare de Marco Pico
- 1982 : Les Enquêtes du commissaire Maigret de Jean-Jacques Goron (série télévisée), épisode Maigret et les Braves Gens
- 1984 : Nuits secrètes (Lace) de William Hale : la secrétaire médicale du docteur Geneste
- 1988 : Les Grandes Familles d'Édouard Molinaro
- 1990 : V comme vengeance, épisode Suite en noir de Jean-Pierre Marchand
- 1990 : Commissaire Moulin, épisode Le Simulateur
- 1992  : Beaumanoir de Josette Paquin, Sylvie Durepaire Emmanuel Fonlladosa, et Catherine Roche
- 1998 : Dossiers disparus, épisode Vincente de Philippe Lefebvre
- 1999 : Mélissol, épisode La Maison sans toit de Jean-Pierre Igoux
- 2001 : L'Instit, épisode La Main dans la main de Roger Kahane : Emma
- 2003 : Zodiaque de Claude-Michel Rome : Victoire
- 2007 : Sur le fil, épisode Torts exclusifs de Frédéric Berthe
- 2016 : Baron noir de Ziad Doueiri, épisode 1932 : Josette

#### Émissions télévisées
- 1995 : Les Proverbes ed min gros père !, basée sur des proverbes régionaux, écrite par Ronny Coutteure et produite par France 3.
- 1996-2008 : Goûtez moi ça, émission culinaire avec Pierrot de Lille sur France 3 Nord-Pas-de-Calais.

## Distinctions
- 2002 : Brouette d'or de la ville de Tourcoing